# Општина Добротеаса (Олт)
Добротеаса (рум. Dobroteasa) општина је у Румунији у округу Олт.
Oпштина се налази на надморској висини од 208 m.